# Pieter van Oord
Pieter van Oord (1961) is een Nederlands bestuurder. Hij was onder meer voorzitter van de Raad van Bestuur van familiebedrijf Van Oord. In 2024 volgde hij Ruud Sondag op als president-directeur van de Schiphol Group. 

## Opleiding en loopbaan
Van Oord heeft economie gestudeerd in Amsterdam aan de Vrije Universiteit Amsterdam. Na het afronden van zijn studie trad hij in dienst bij familiebedrijf Van Oord. Tussen 2008 en 2024 was hij voorzitter van de Raad van Bestuur bij het baggerbedrijf dat in die periode flink groeide. 
In 2024 maakte Van Oord de overstap naar Royal Schiphol Group.